# 邕宁香草
邕宁香草（学名：Lysimachia heterobotrys）为报春花科珍珠菜属的植物，为中国的特有植物。分布在中国大陆的广西等地，一般生长在山坡林下和灌丛中，目前尚未由人工引种栽培。